# Agnès de Venosa
Agnès de Venosa, née en 1123 et morte en 1144,, est une personnalité italienne du XIIe siècle, ancienne courtisane, devenue abbesse, considérée comme bienheureuse par l'Église catholique. Sa fête est le 1er septembre.

## Biographie
Agnès était une courtisane de la cour de Roger II, roi de Naples et de Sicile. La cour du roi de l'époque n'était que luxe, luxure, dérèglements et scandales. Guillaume de Verceil se rendit à la cour sur invitation du roi qui désirait vivement s'entretenir avec lui. Le roi fut immédiatement séduit, et il ordonna de bâtir un couvent de son Ordre à Palerme, juste en face de son palais, afin de pouvoir jouir plus souvent de ses célestes entretiens et de ses sages avis. Guillaume profita de son influence pour porter le roi à la pratique de la vertu et lui rappeler ses importants devoirs. Il exhortait les grands seigneurs d'agir de la même façon.
Les courtisans appréhendant que le discours de Guillaume porte ses fruits auprès du roi, décidèrent de le calomnier et de le corrompre. Agnès, jeune courtisane de la cour promit à ces hommes de faire tomber l'homme pieux dans ses filets et de corrompre sa chasteté. Le Roi submergé de racontars consentit à laisser Agnès s'occuper de Guillaume de ses charmes impudiques. Elle crut lui inspirer amour et mauvaises pensées et par son comportement lascif, le pressa de consentir à ses désirs charnels. Le saint homme feignit d'acquiescer à Agnès, à condition de coucher ensemble dans le lit qu'il préparait pour lui chaque soir. Elle s'empressa d'aller crier victoire au Roi et de répandre la nouvelle auprès des courtisans ravis. Lorsqu'elle arriva dans la chambre à l'heure convenue pour la prétendue conquête, elle découvrit pour seul mobilier un lit de charbons ardents où se coucha Guillaume, l'invitant à le rejoindre. La chaleur et le feu paraissaient bien inoffensifs sur le saint homme. Ce prodige toucha si vivement la pécheresse, qu'elle résolut de changer de vie, demanda pardon à Guillaume et le supplia de vivre sous sa conduite. Agnès vendit tous ses biens et habits, et avec le fruit de la vente, Guillaume de Verceil construisit un monastère de filles à Venosa, et le Roi Roger acheva la construction du lieu. La courtisane prit l'habit de l'Ordre du Mont-Vierge créé par le saint fondateur et devint Abbesse.
Les pénitences et les austérités que s'imposaient Agnès lui ont mérité le titre de Bienheureuse de l'Église sous le nom de Bienheureuse Agnès de Venosa.
Guillaume de Verceil est enterré dans l'église du couvent fondé par Agnès, et où elle a fait construire une tombe de marbre pour accueillir son corps.